# Franziskanerinnen von der christlichen Liebe

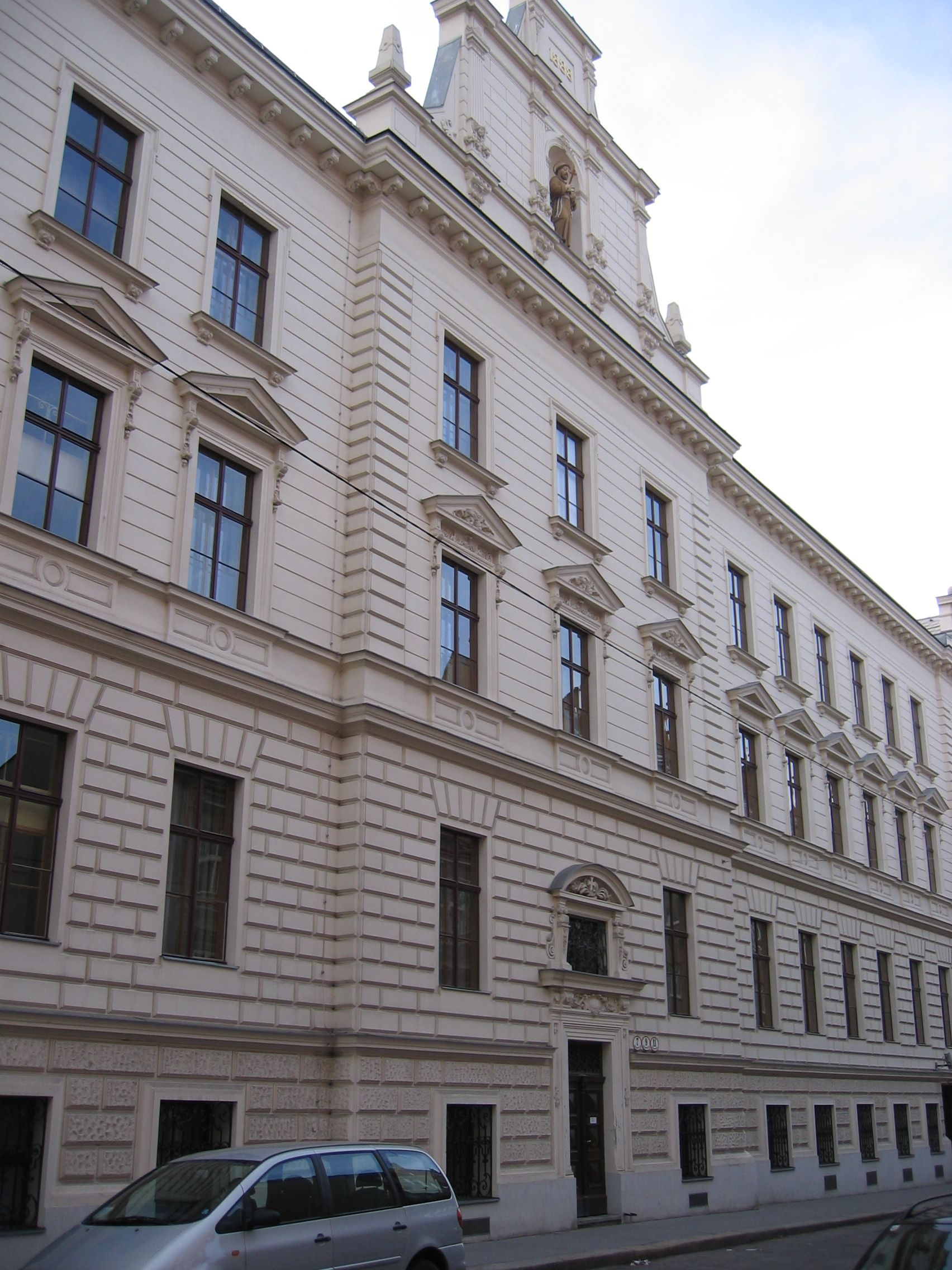
Das Mutterhaus in der Hartmanngasse 7–11

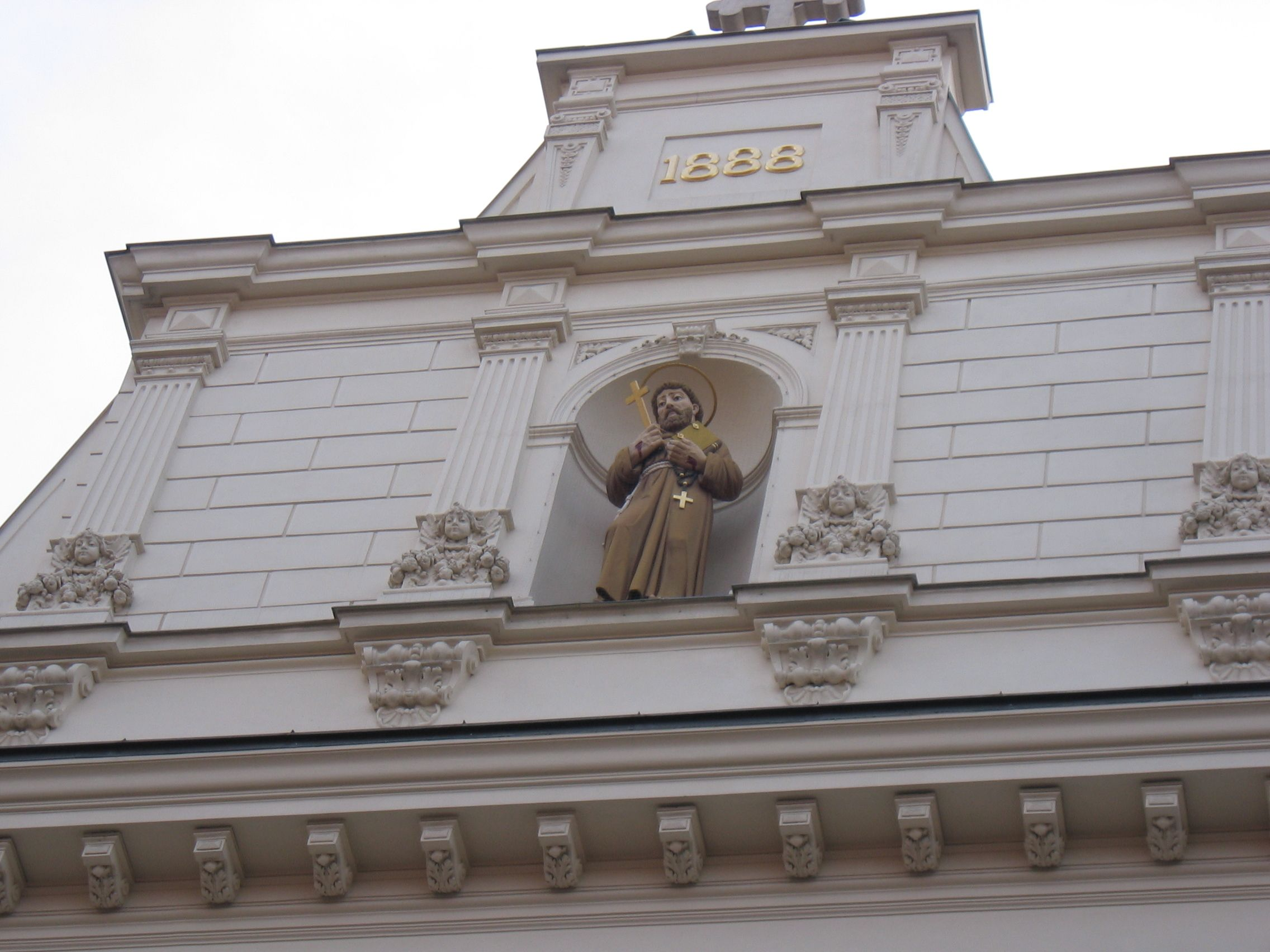
Detailansicht des Giebels beim Mutterhaus

Die Franziskanerinnen von der christlichen Liebe (Sigel: SFCC,  Sorores Franciscanae a Caritate Christiana), auch Hartmannschwestern genannt, sind eine Ordensgemeinschaft des Dritten Ordens des Heiligen Franziskus.

## Geschichte
Der Orden wurde am 10. Mai 1857 in Wien vom Wiener Erzbischof Kardinal Joseph Othmar von Rauscher gegründet, wo sich bis heute in der Hartmanngasse 7–11 (5. Bezirk) auch das Mutterhaus befindet. Die Gründung erfolgte im ehemaligen Wiedner Spital mit 95 Schwestern.
1861 wurde der Vertrag im Wiedner Spital gekündigt, somit begann für 120 Schwestern die Suche nach einem eigenen Mutterhaus. 1865 erfüllte sich dieser Wunsch mit dem Erwerb zweier kleiner Häuser in der Hartmanngasse. 1888 wurde ein Neubau für Mutterhaus und Spital begonnen und mit der Segnung am 17. September 1890 vollendet.
Der Anlass zur Gründung war die Not an Krankenschwestern mit christlichem Lebensideal. Die Gemeinschaft lebt nach Regel des klösterlichen Dritten Ordens des heiligen Franz von Assisi und stellt ihr Leben in den Dienst an kranken Mitmenschen. Generaloberin seit Juli 2022 ist Schwester Birgit Dorfmair SFCC.

## Niederlassungen
Die Franziskanerinnen von der christlichen Liebe haben Niederlassungen und Werke in Wien, Niederösterreich und Argentinien.
- Franziskus Spital, Wien
- San Damiano Pflegewohnhaus der Franziskanerinnen Wien GmbH
- St. Klaraheim, Kirchberg am Wechsel (NÖ)

## Bekannte Ordensangehörige
Maria Restituta Kafka wurde am 30. März 1943 nach Denunziation im Wiener Landesgericht durch Enthauptung wegen „landesverräterischer Feindbegünstigung und Vorbereitung zum Hochverrat“ hingerichtet. Sie widersetzte sich der Anweisung, Kruzifixe aus den Krankenzimmern zu entfernen und ließ zudem zwei regimekritische Texte abtippen. Am 21. Juni 1998 wurde sie von Papst Johannes Paul II. in Wien seliggesprochen.